# Morro de Toix
El Morro de Toix és un cap de la costa mediterrània al País Valencià entre els pobles de Calp (Marina Alta) i Altea (Marina Baixa).
Situat al nord de la badia d'Altea i sud de la de Calp, el Morro de Toix constitueix la terminació en la mar de la serra de Bèrnia. Geològicament correspon al plànol d'una falla que forma part d'un conjunt de fractures que trenquen la serra de Bèrnia en la seua part oriental. Els penya-segats, amb prop de 200 metres sobre la mar, esdevenen un sector de costa alta, amb cales pedregoses i coves d'erosió batudes per l'onatge incessant. Al vessant que dona a la badia d'Altea es troben restes d'antigues pesqueres. Segons el Pla General d'Ordenació Urbana de Calp, és un espai no urbanitzable d'especial protecció, encara que el vessant que dona a la badia de Calp és majoritàriament de sòl urbà.
L'Ordre de 13 de juny de 2001, DOCV de 7 d'agost de 2001 de la Conselleria de Medi Ambient, delimita la microreserva de flora del Morro de Toix. Espècies prioritàries: Asperula paui subsp. dianensis, Sarcocapnos saetabensis, Silene hifacensis, Scabiosa saxatilis subsp. saxatilis i Teucrium buxifolium subsp. hifacense.
El pas del Mascarat se'n troba prop.